# Korg OASYS
Pour l’article ayant un titre homophone, voir Oasis (homonymie).
L'OASYS (pour Open Architecture SYnthesis Studio) est un synthétiseur multimoteur produit par le constructeur japonais Korg de 2005 à 2009. Il succède au Triton et précède la série Kronos lancée en 2011.

## Caractéristiques
L'OASYS intègre un ordinateur aux caractéristiques similaires aux ordinateurs bureaux de l'époque : un Pentium 4 à 2,8 GHz sur lequel tourne un système d'exploitation basé sur Linux, un disque dur de 40 gigaoctets, un graveur CD,…
Cela lui permet d'avoir des caractéristiques qui évoluent avec les mises à jour logicielles.
Il incorpore plusieurs moteurs de synthèse distincts.